# 麻賀多神社
麻賀多神社（まかたじんじゃ）は、千葉県成田市台方にある神社である。式内社で、旧社格は郷社。印旛郡市に18社ある「麻賀多十八社」の総本社である。

## 歴史
社伝によれば、景行天皇42年（西暦113年）6月晦日、東征中の日本建尊が当地を訪れ、杉の幹に鏡を懸け「この鏡をインバノクニタマオキツカガミと崇めて祀れば、五穀豊穣になる」と言い、伊勢の大神を遥拝したのが当社の起源であるという。応神天皇20年、神八井耳命の8世の子孫である印旛国造・伊都許利命が現在の成田市船形に社殿を造営し、その鏡を神体として稚日霊命を祀った。また、伊都許利命は杉の木の下から7つの玉を掘り出し、それを神体として和久産巣日神を併せ祀った。この2神は「真賀多真（勾玉）の大神」と呼ばれた。推古天皇16年（西暦608年）、伊都許利命の8世の子孫の広鋤手黒彦命が、神命により現在の成田市台方に和久産巣日神を遷座し、それまでの社殿を奥宮とした。
延喜式神名帳に記載の際、「真賀多真」が三種の神器の1つと同名であるとして、1字取って「真賀多神社」に改称した。後に、一帯が麻の産地であることから麻賀多神社に社名を改めた。 

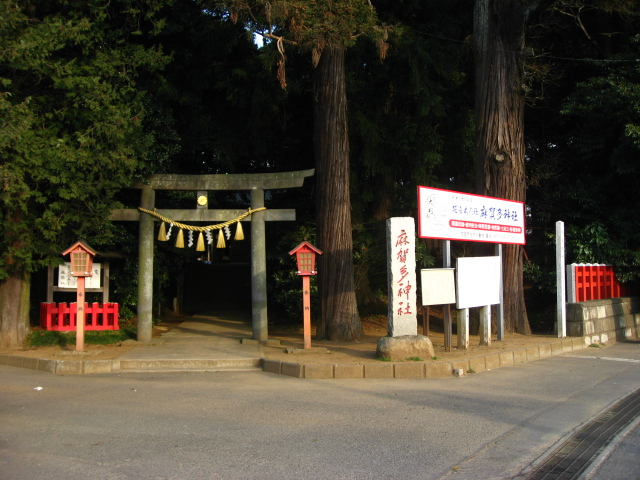
全景
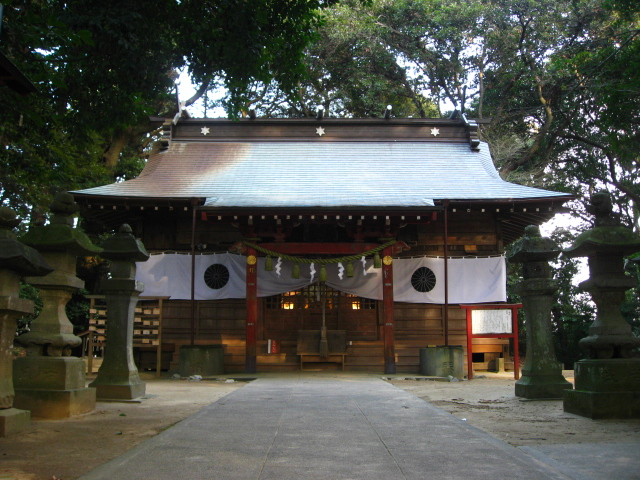
社殿
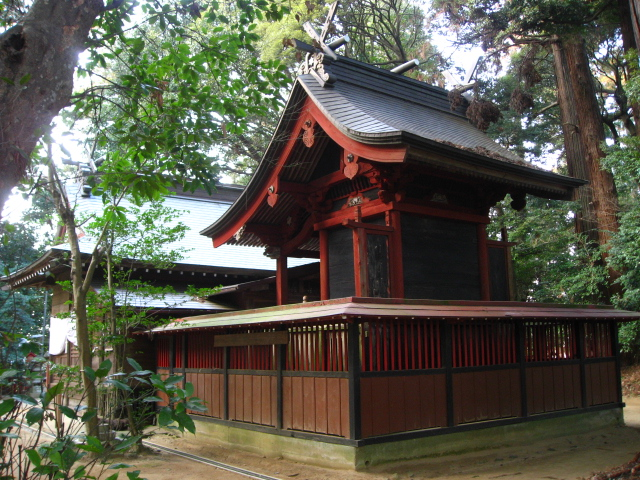
本殿裏
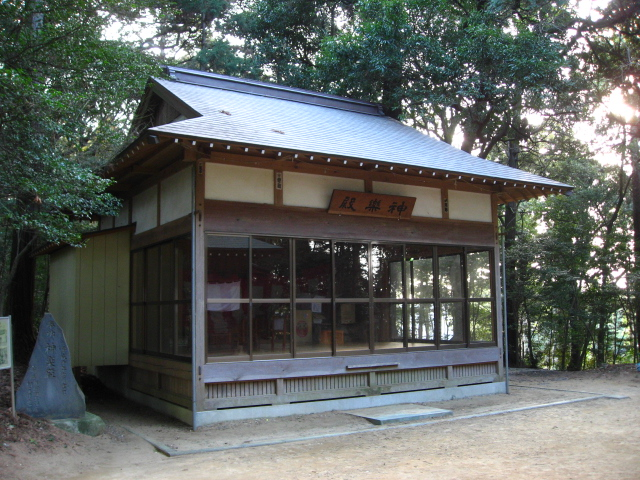
神楽殿
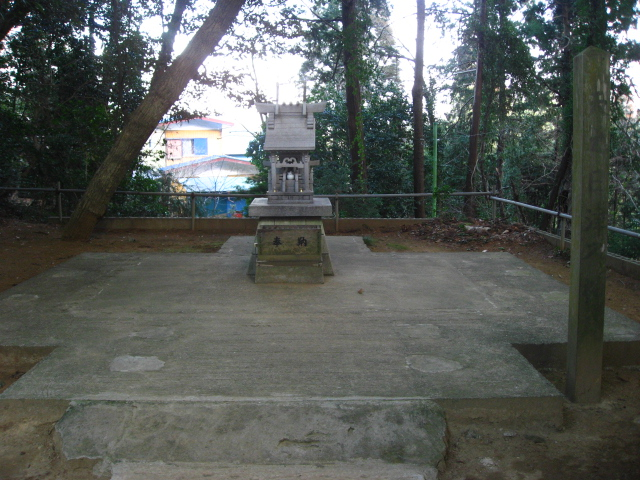
本殿後方の天日津久神社

## 奥宮
成田市船形手黒に位置し、手黒社と呼ばれる。台方の奥津宮。

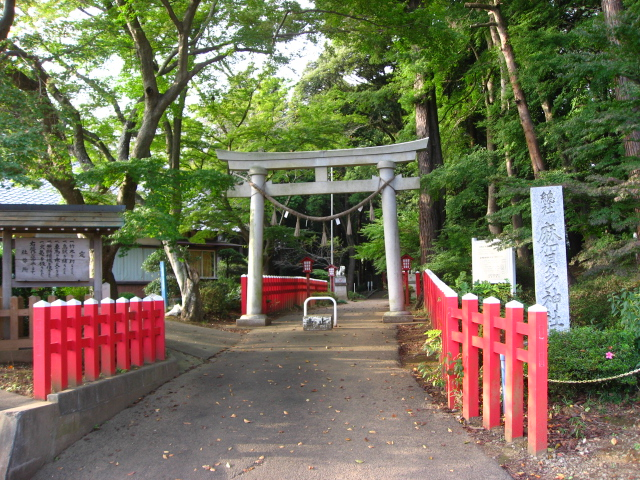
全景
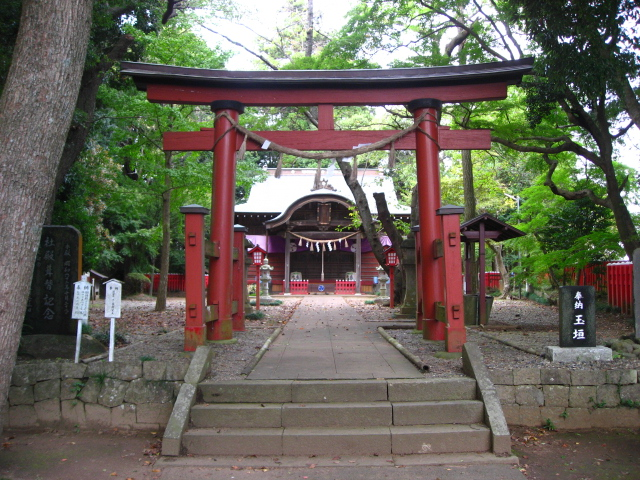
社殿全景
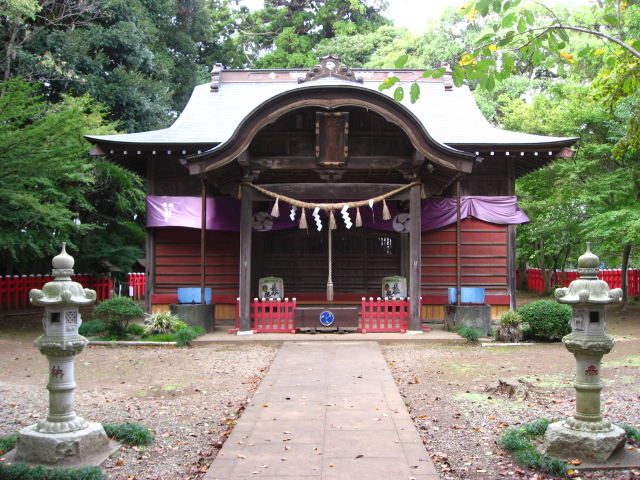
社殿
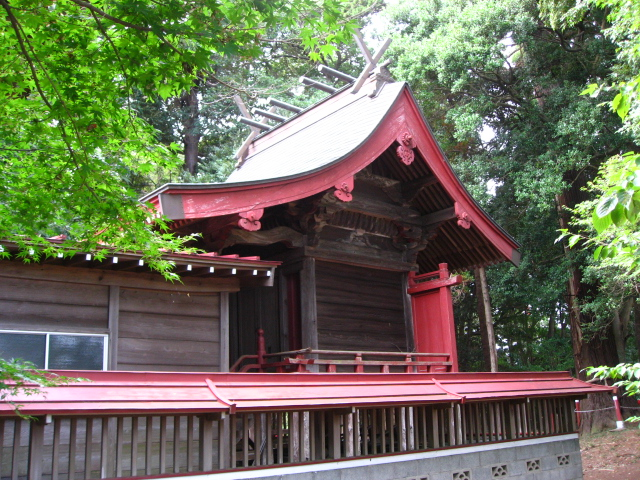
社殿後方から
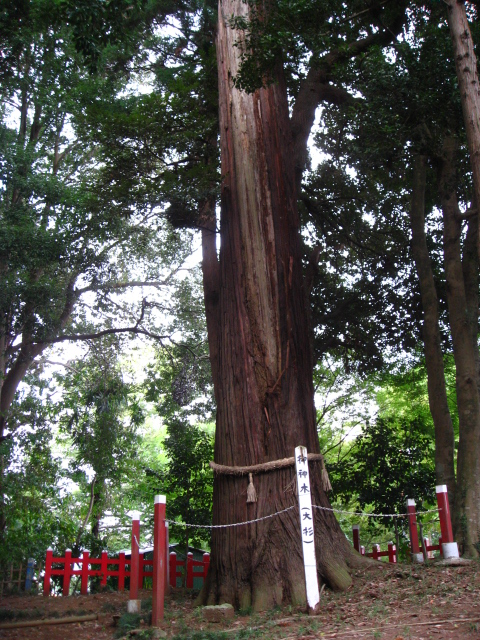
御神木（大杉）
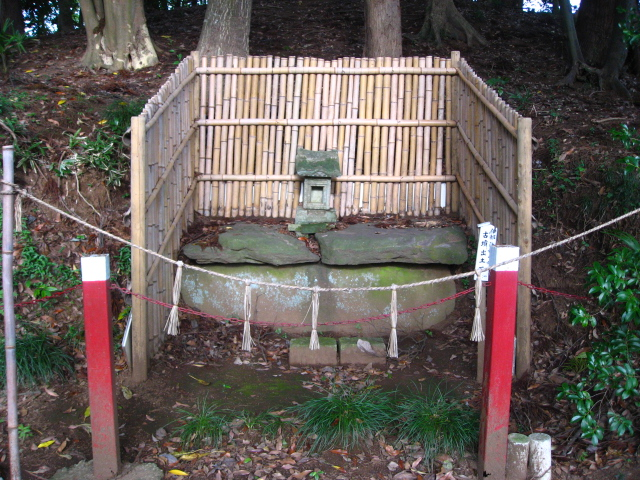
伝伊都許利命墳墓石櫃（千葉県指定文化財）
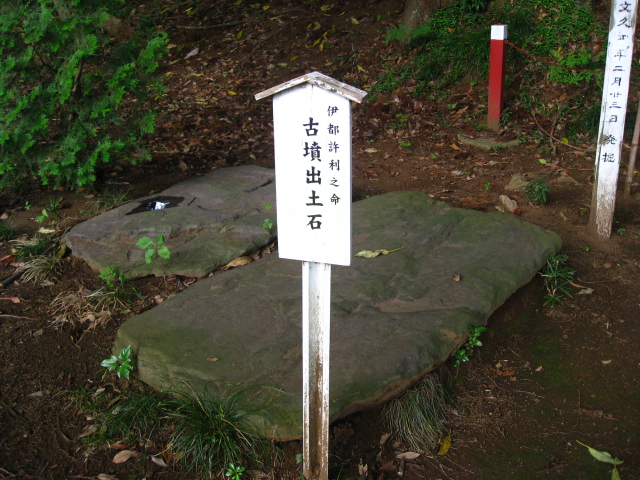
伝伊都許利命墳墓 古墳出土石

## 他の麻賀多神社
「麻賀多神社」という神社は、印旛郡市に台方をはじめ、成田市に1社、佐倉市に11社、酒々井町2社、富里市2社、八千代市1社の計18社を数える。全国的に見ても珍しい名前の神社で、印旛沼の東側から南にかけてにのみ存在する神社である。
- 麻賀多神社 (佐倉市鏑木町)
- 麻賀多神社 (酒々井町酒々井)

## 摂社・末社

### 大宮
摂社
- 天日津久神社[注釈 1] 、大権現社

末社

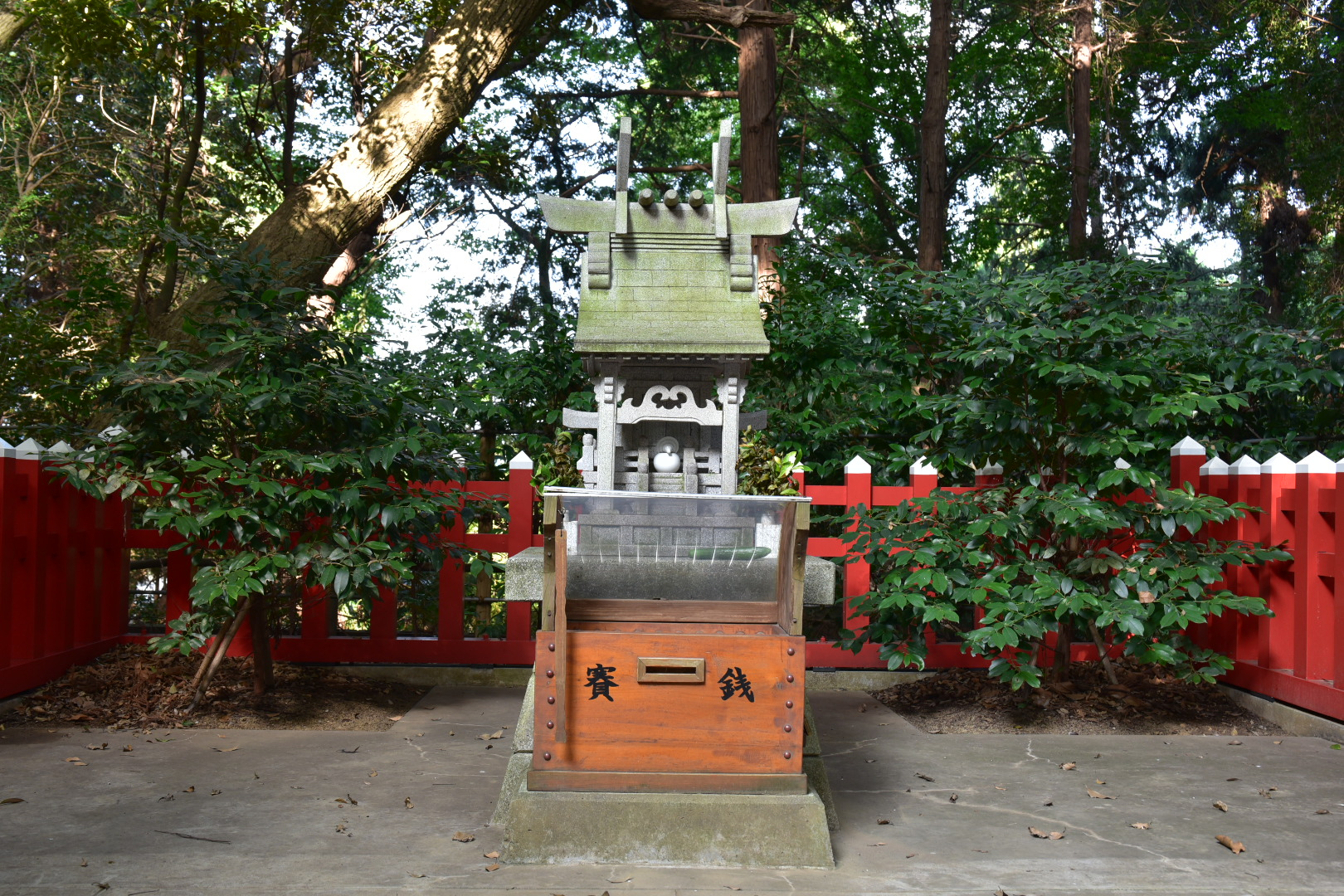

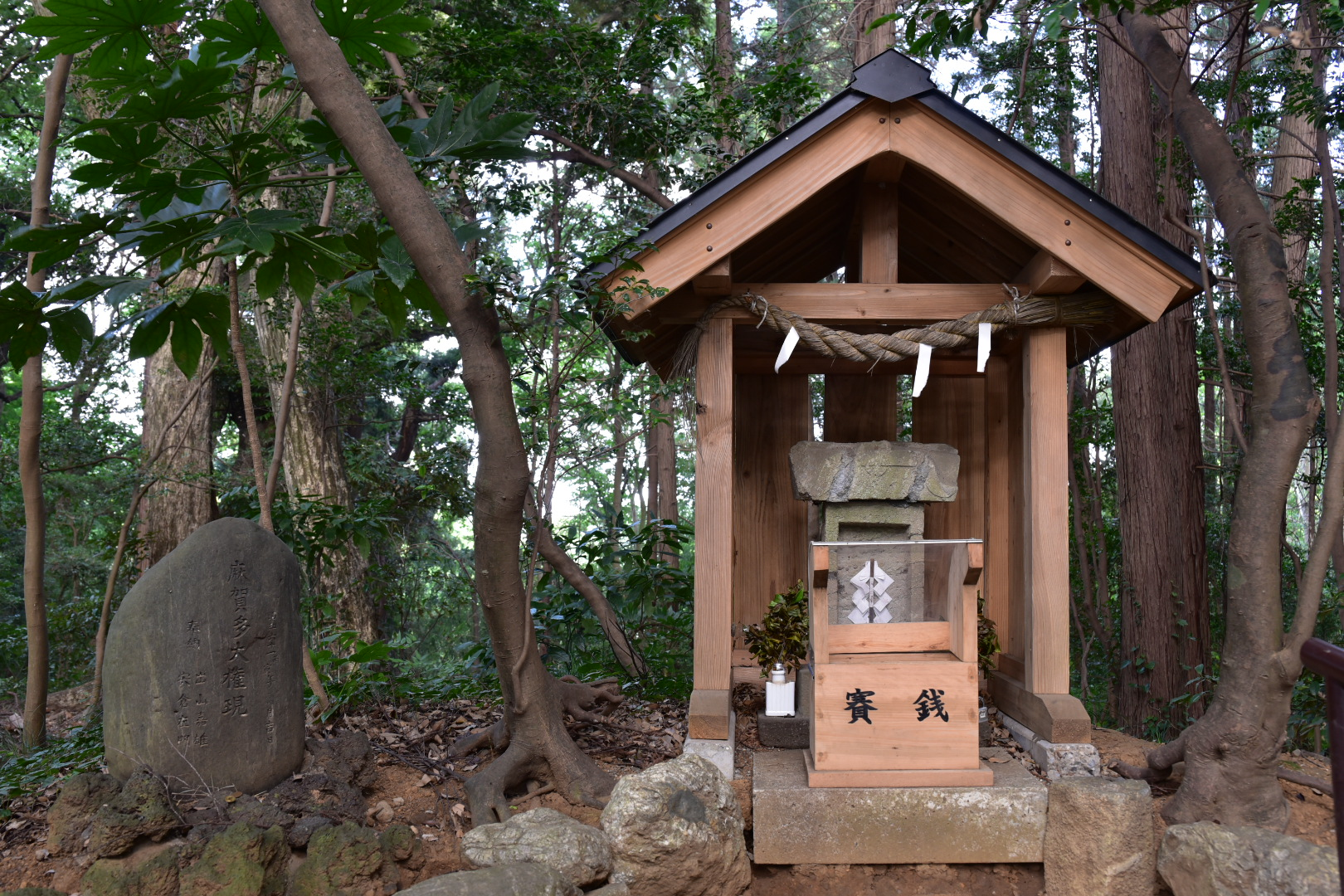

- 祓戸社 -（祭神）瀬織津姫、気吹戸主、速秋津姫、速佐須良姫

- 古峯神社、三峯神社
- 印旛國造神社、馬来太郎女神社
- 幸霊神社、青麻神社、猿田彦神社
- 天神神社

### 奥宮
摂社
- 加志波比売神社、八代稲荷神社

末社
- 高津神社、栗生日神社、世直神社、熊野神社、菅原神社

境外社
- 伊都許利神社 - 神社庁では「伊都許利神社」、鳥居には「金比羅神社」と表記

## 文化財
以下の物件が文化財に指定されている。
- 県指定天然記念物

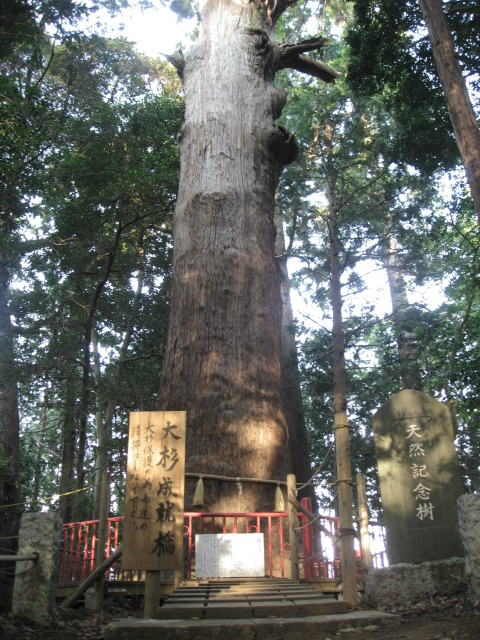
麻賀多神社の大杉。「公津の大杉」とも呼ばれる。

  - 麻賀多神社の森 - 1977年（昭和52年）3月8日指定。社叢林の6386平方メートルの土地が指定されている[1]。20本あまりのスギのほか、カシ、シイなどの樹木が茂り、特に樹齢1200 - 1300年と伝えられている「公津の大杉」は樹高約40メートル、幹回り約8メートルの巨木である[2]。
- 市指定有形文化財
  - 麻賀多神社本殿 - 1971年（昭和46年）11月3日指定。
- 市指定無形民俗文化財
  - 麻賀多神社神楽 - 1975年（昭和50年）10月6日指定。
- 市指定史跡
  - 式内社麻賀多神社 - 1969年（昭和44年）11月3日指定。